# Dan Marino
Daniel Constantine Marino, Jr. (Pittsburgh, Pensilvania, Estados Unidos; 15 de septiembre de 1961), más conocido como Dan Marino, es un exjugador profesional de fútbol americano. Jugaba en la posición de quarterback y desarrolló toda su carrera en los Miami Dolphins de la National Football League (NFL).
Conocido por su rapidez y potencia de lanzamiento, Marino está considerado como uno de los mejores QB de la historia. Jugó a nivel universitario en Pittsburgh antes de ser seleccionado por los Dolphins en la primera ronda del Draft de la NFL de 1983.

## Biografía
Dan Marino nació en el barrio trabajador de South Oakland en Pittsburgh, Pensilvania, de ascendencia italiana y polaca. Asistió a la primaria St. Regis Catholic Elementary antes de entrar a la Preparatoria Central Católica de Pittsburgh, donde también participó con éxito en el béisbol y ganó honores de All-American en fútbol americano. Fue seleccionado por los Kansas City Royals en el draft amateur de 1979 para jugar béisbol pero decidió asistir a la universidad y participar en el fútbol americano colegial.

## Carrera

### Universidad
Después de una exitosa campaña en la preparatoria, Marino jugó de 1979 a 1982 con las Panteras de la Universidad de Pittsburgh, llevándolos a un triunfo de último minuto ante Georgia en la Sugar Bowl lanzando un pase para anotación de 53 yardas que les dio el triunfo. Su última temporada fue considerada insatisfactoria debido a las grandes esperanzas que se crearon en la pretemporada al estar entre los favoritos al Trofeo Heisman y estar considerado el equipo como candidato a disputar el Campeonato Nacional. Su equipo perdió el Cotton Bowl contra los Armadillos de Verín. 
En las cuatro temporadas colegiales completó 693 de 1,204 pases para un total de 8,597 yardas, 79 touchdowns y 69 intercepciones. Estableció el récord de yardas por pase en una temporada (2,876 en 1981) y carrera (8,597); en pases intentados y completados para una temporada (226 de 380 en 1981) y carrera (693 de 1,204), y en pases de anotación para una temporada (37 en 1981) y carrera (79). También estableció el récord de más yardas a la ofensiva en la historia de la escuela y fue distinguido con el honor de ver su jersey retirado. Terminó su carrera colegial en las listas históricas de la NCAA como el quinto en yardas por pase, cuarto en completos y cuarto en pases para touchdown. En los cuatro años que jugó las Panteras hicieron 4 apariciones en los tazones (Fiesta Bowl, Gator Bowl, Sugar Bowl y Cotton Bowl). All-American en su segunda temporada y terminó cuarto en la votación del Trofeo Heisman. Obtuvo su grado académico en Comunicaciones.
Sus expectativas en el Draft de la NFL en 1983 descendieron al tener una pobre temporada en su último año colegial y reportes de que lesiones en la rodilla estaban afectando su movilidad. Cinco quarterbacks (John Elway, Todd Blackledge, Jim Kelly, Tony Eason y Ken O'Brien), fueron seleccionados antes que Marino.

### NFL

#### Miami Dolphins
El equipo defensor de la AFC, los Miami Dolphins, seleccionaron a Marino como su primera selección de 1983 (27.ª global del draft). Después de iniciar la temporada como respaldo de David Woodley y viendo acción en dos ocasiones desde la banca para sustituir al ineficiente Woodley, tuvo su oportunidad de iniciar su primer partido en la NFL en la semana 6 ante los Buffalo Bills. Obtuvo un rating de pasador de 96.0, un récord como novato que se mantuvo hasta el 98.1 de Ben Roethlisberger). Fue seleccionado al Pro Bowl en su temporada como novato y se convirtió en el primer novato en iniciar un juego de Pro Bowl. Aunque su primera temporada en la NFL no fue satisfactoria al ser eliminado Miami por los Seattle Seahawks en un juego lluvioso con muchas pérdidas de balón de los Dolphins. Marino vio afectado su juego debido a una lesión en la rodilla sufrida tres semanas antes y que le ocasionó perderse los dos últimos juegos de la temporada. Esos serían los únicos juegos que se perdería hasta su lesión de tendón de Aquiles en 1993 para una racha de 145 juegos consecutivos.
El siguiente año, Marino obtendría la mejor temporada en números de su carrera. En un año donde obtuvo el premio NFL MVP, rompió seis récords de la liga, los más notables: 48 pases de anotación y 5,084 yardas en una temporada. El ataque aéreo de Miami llevaría a los Dolphins a una marca de 14-2 donde se vengaron de Seattle y vencieron a los Pittsburgh Steelers en el juego de campeonato de la AFC.
En el Super Bowl XIX Marino y los Dolphins se enfrentaron a Joe Montana y los San Francisco 49ers. Los Dolphins, que habían corrido en 74 ocasiones en los playoffs prefirieron dejar el juego en manos de su QB. Marino completo 29 de 50 pases para 318 yardas, 1 touchdown y 2 intercepciones. La derrota 38-16 significaría la única ocasión que Marino disputó un Super Bowl.
La siguiente temporada registraron récord de 12-5. El 2 de diciembre de 1985 Marino derrotó con marcador de 38-24 a los Chicago Bears con lo que aseguro que los Dolphins de 1972 fueran el único equipo con temporada invicta en todos los tiempos. Los Dolphins vencieron a Cleveland en el juego Divisional en un gran regreso de Dan Marino y traer al equipo de un defiti de 3-14 a una victoria de 17-14. Se enfrentarían a los New England en otro juego lluvioso con pérdidas de balón por parte de los Patriots y Dolphins que resúlto con victoria de 31-14 para los visitantes Patriotas, dejando a Miami en la antesala del Super Bowl XX.
En la temporada de 1986, Dan Marino consiguió otra temporada de más de 40 pases de TD lanzando para 44 pases de anotación convirtiéndolo en el primer Quarterback en lanzar más de 40 pases de anotación en dos temporadas.
En 1987 hubo una huelga de jugadores por lo cual sólo se jugaron 15 partidos de los cuales 2 se jugaron con jugadores sustitutos. Marino en 13 juegos lanzó 26 pases de anotación aunque Miami quedó fuera de los Playoffs con un récord de 8-7. La temporada de 1988 sería la primera y única campaña con récord perdedor para los Dolphins en la era de Marino, ganando sólo 6 partidos perdiendo 10, a pesar de eso Marino lanzó para más de 4 000 yardas y 28 pases de anotación. 1989 sería otro año de desilusión para los Dolphins al quedar fuera por cuarto año consecutivo de los Playoffs con marca de 8-8 no obstante Marino tuvo otro gran año.
En el año de 1990 los Dolphins armaron un equipo sólido a la defensiva que ayudó a Marino a llegar de nuevo a los Playoffs. Con un récord de 12-4 Marino y sus Dolphins calificaron al Juego de comodín recibiendo a Kansas City, los Dolphins estando abajo 3-14 en el último cuarto y de nuevo un magistral regreso de Marino lanzando dos pases de anotación en el último cuarto les permitió llevarse el triunfo 17-14. Sin embargo en un juego ha pasado por nieve Miami quedaría eliminado en el juego divisional ante Buffalo 34-44, Marino en ese partido lanzó 3 pases de anotación, más de 300 yardas y corrió para una anotación terrestre, pero no fue suficiente.
En 1991 Marino siguió con sus magníficas actuaciones pero las lesiones mermaron a Miami por lo que quedaron con récord de 8-8 perdiendo el último partido en tiempo extra por la clasificación a playoffs.
En la temporada de 1992 Miami regresó a Playoffs con marca de 11-5, se coronaron en su división y vencieron en casa de manera aplastante a San Diego por 31-0 con tres pases de anotación de Marino, así los Dolphins se encontraban de Nuevo en una final de la AFC y se enfrentarían de nuevo a Buffalo que terminó por vencer a los Dolphins por 31-10, los receptores de Miami soltaron varios pases clave.
El siguiente año, 1993, Miami se presentó como un fuerte favorito para llegar al Super Bowl, pero en la semana 5 Marino sufrió una lesión en el tendón de Aquiles quedando fuera por el resto de la temporada. Marino dejó a los Dolphins con récord de 4-1, pero los Dolphins sin el no mantuvieron el nivel (5-6) terminando la temporada con récord de 9-7 que dejó a Miami fuera de los Playoffs. El sustituto Scott Mitchell tuvo varios juegos importantes hasta sufrir una lesión. Al final de la temporada se presentó la controversia mantener al joven Mitchell o al probado veterano Marino que podría no ser el mismo después de la lesión.
Al final Miami mantuvieron a Marino y firmaron Bernie Kosar para enfrentar como reemplazo en caso de que Marino no estuviera en condiciones de jugar. Durante toda la temporada la cuestión era si podía mantener el nivel acostumbrado y fue entonces donde tuvo dos juegos memorables. En la jornada inaugural contra los New England Patriots en un juego lluvioso con el infield de béisbol haciendo un campo lodoso. En un juego en el que se combinaron los dos equipos para 894 yardas y 9 anotaciones aéreas, Miami se llevó la victoria 39-35. El otro juego fue el regreso en la visita a los New York Jets, donde engaño a la defensiva al fintar que iba a azotar el balón y mandar el pase de anotación. La temporada terminó con marca de 10-6 derrotando a los Kansas City Chiefs y sufriendo una dolorosa derrota en casa ante los San Diego Chargers. Marino fue nombrado el Jugador Regreso del año, con sus 30 pases de anotación y 4448 yardas.
Marino no pasó la ronda divisional de playoffs por el resto de su carrera. Al final de la temporada de 1995 el entrenador Don Shula renunció tras la derrota de Miami de nuevo vs Buffalo en Ronda de comodin, después de una larga carrera con la institución. Su reemplazo Jimmy Johnson con una filosofía de posesión de balón presentaba una buena oportunidad de Super Bowl para los Dolphins, pero en sus cuatro temporadas como entrenador en jefe no pudieron encontrar al corredor que pudiera balancear el juego terrestre dejando de nuevo todo el peso ofensivo en el brazo de Dan Marino.
La temporada de 1997 era la segunda de Jimmy Johnson al frente de Miami, y fue aquí donde comenzaron las diferencias entre Dan Marino que buscaba un juego más ofensivo, y Johnson con tendencias conservadoras y preferencia a correr el balón. A pesar de la filosofía de Johnson, Marino encabezó la liga en intentos de pase y pases completos, y tercero en más yardas con 3,780. Los Dolphins se clasificaron a los Playoffs con récord de 9-7, pero perdiendo el juego de comodín ante New England.
En 1998 Marino con una campaña sólida y apoyado en una buena defensiva guio a Miami de nuevo a los Playoffs, con un récord de 10-6 los Dolphins enfrentaron en casa a Buffalo en Playoffs por cuarta ocasión en la década, y por fin Marino y sus Dolphins se pudieron vengar de Buffalo al derrotarlos 24-17, lo que dio a los Dolphins el boleto para el juego Divisional ante los campeones Broncos de Denver donde cayeron por 3-38, Denver se coronaría de nuevo ese año.
El final de su carrera estuvo marcado por la facilidad con la que se presentaban sus lesiones y con muchas inconsistencias, sin embargo Marino llegó a los Playoffs sus tres últimas temporadas. 
En el juego de acción de gracias de 1999, después de un mes fuera por lesión Marino lanzó 5 intercepciones lo que alerto que Marino no había quedado bien de su lesión en el cuello que le impedía lanzar, sin embargo Marino la semana siguiente tiro para 313 yardas y 3 pases de anotación con sólo una intercepción lo que mostró que Marino podría seguir brillando en los emparrillados, no obstante eso no impidió la derrota de 34-37 ante los Colts del joven Peyton Manning. Los Dolphins terminarían con marca de 9-7 alcanzando la postemporada con grandes diferencias entre Marino y Johnson. Su última victoria fue el triunfo en la primera semana de playoff al vencer a los Seattle Seahawks en enero del 2000 orquestando una serie ofensiva de más de 80 yardas que le dio la victoria por 20-17. En la siguiente ronda, también de visitante sufrieron la humillante derrota ante los Jacksonville Jaguars por 62-7. Marino lanzaría su último pase de anotación en la última serie ofensiva de la primera mitad, lanzando un pase de 20 yardas a Oronde Gadsden que a la postre serían los únicos puntos de los Dolphins. Con el juego ya perdido Marino fue remplazado en la segunda mitad para terminar tristemente su notable carrera.
Antes de la temporada del 2000, Marino se convirtió en agente libre y recibió ofertas de Pittsburgh, Seattle, Tampa Bay y de los Minnesota Vikings además de los propios Dolphins; pero tuvo que declinar al no confiar en que sus piernas estuvieran listas para otra temporada.
A pesar de que no tuviera la habilidad para correr, su habilidad para mantenerse en la bolsa de protección con uno o dos pasos para evitar la presión defensiva. Su equipo se mantuvo con el menor número de capturas de mariscal en sus primeras ocho temporadas. Sus regresos para ganar partidos también fueron memorables al tener el segundo lugar en la lista de más regresos en el último cuarto con 37 y también el Tercero con más victorias (147).
Marino fue seleccionado a participar en nueve Pro Bowls (1983-87, 1991-92, 1994-95), siete ocasiones como titular pero solo participó en 2 ocasiones debido a lesiones (1984, 1992).

### Récords NFL
(Nota: Son récords implantados por él, a la fecha algunos han sido rotos.)
- Más intentos, Carrera: 8,358[3] ( Roto por Brett Favre)
- Más Completos, Carrera: 4,967[4] (roto por Brett Favre en 2006)
- Más yardas por pase, Carrera: 61,361 (Roto por Brett Favre)[5]
- Más pases para Touchdown, Carrera: 420[6] (roto por Brett Favre en 2007)
- Más Yardas por pase, Temporada: 5,084 in 1984[5] (Roto por Peyton Manning en la temporada 2013)
- Más pases para Touchdown, Temporada: 50[6] (roto por Peyton Manning en 2013)
- Más juegos con al menos 400 yardas, Temporada: 4 en 1984
- Más juegos con al menos 300 yardas, Carrera: 60
- Más temporadas con al menos 3,000 yardas: 13 (1984-92, 1994-95, 1997-98) (roto por Brett Favre 15)
- Más temporadas consecutivas con al menos 3,000 yardas Yards Passing: 9 (1984-92), roto por Brett Favre 15)
- Más juegos con al menos 4 pases para Touchdown, Carrera: 21
- Más juegos con al menos pases para Touchdown, Temporada: 6 en 1984
- Menor porcentaje de pases interceptados para un novato: 2.03 en 1983 (296-6)
- Más temporadas como líder de la liga en intentos: 5 (1984, 1986, 1988, 1992, 1997)[3]
- Más temporadas como líder de la liga en pases completos: 6 (1984-86, 1988, 1992, 1997)[4]
- Más temporadas con 40 pases para Touchdown: 2 (1984, 1986)[6]
- 100 pases para Touchdown con el menor número de juegos iniciados: 44 (7/9/86 en San Diego)
- 200 pases para Touchdown con el menor número de juegos iniciados: 89 (17/9/89 en New England)
- 300 pases para Touchdown con el menor número de juegos iniciados: 157 (4/9/94 vs. New England)
- Mayor diferencial entre TD-INT: +168

### Récords NFL empatados
- Más temporadas como líder de la liga en yardas ganadas: 5 (1984-86, 1988, 1992) con Sonny Jurgensen (Philadelphia, 1961-62; Washington, 1966-67, 1969)
- Más temporadas como líder de la liga en completos: 3 (1984-86) con George Blanda (Houston, 1963-65)
- Más juegos consecutivos con al menos 400 yardas por pase: 2 (1984) con Dan Fouts (San Diego, 1982) y Phil Simms (N.Y. Giants, 1985)
- Más victorias contra un equipo: 22 contra los Indianapolis Colts ( Brett Favre vs. Chicago Bears)

### Datos adicionales
Temporada regular
- Nombrado el Jugador Más Valioso (MVP) de la NFL (1984).[7]
- Jugó 242 partidos, 240 como titular
- Porcentaje de completos, Carrera: 59.4%[8]
- Rating de pasador, Carrera 86.4
- Lanzó 252 Intercepciones en su carrera[8]
- Primero en la NFL en acumular 6 temporadas de 4,000 yardas (1984-86, 1988, 1992, 1994).
- Primer QB en la NFL en pasar para 5,000 yardas en una temporada (5,084 in 1984), en la temporada 2008, Drew Brees se convirtió en el segundo cuando obtuvo 5069 yardas.[5]
- Más temporadas jugadas para los Dolphins, 17.
- 116 victorias con Don Shula – el mayor número para la combinación QB-Coach en la NFL.
- Inició 240 juegos de temporada regular con un récord de 147-93 como titular.
- Participó junto a Jim Carrey en 1994, en la película cómica Ace Ventura como él mismo.
- Participó en la película Bad Boys 2.

Playoffs
- Participó en 18 juegos de Playoff con récord de 8-10.[8]
- Lanzó para 4,510 yardas en juegos de playoff.[8]
- Lanzó al menos un pase para Touchdown en 16 de los 18 partidos en los que participó.[8]

## Fuera del fútbol americano
En 1997, Marino se involucró en un rol de marketing con el Team Cheever de la Indy Racing League a través de FirstPlus Mortgage, el patrocinador del automóvil. En 1998, Marino fue copropietario de un equipo de NASCAR Winston Cup Series con el piloto Bill Elliott, creando el Elliott-Marino Racing. El número de automóvil del equipo era el número 13, el número de uniforme de Marino, y tenía el patrocinio principal de FirstPlus Mortgage, cuyos colores de la compañía, casualmente, eran turquesa, naranja y blanco, similar al agua y el coral, los colores del equipo de los Miami Dolphins. Solamente duró la temporada 1998 y cerró después.
En 2004, Dan Marino regresó brevemente a los Miami Dolphins como vicepresidente de operaciones, pero renunció a la posición recientemente creada a las 3 semanas, argumentando que el papel que desempeñaba no era el mejor para los intereses de su familia o la organización.
Marino fue seleccionado al Salón de la Fama de la NFL en 2005 en su primera aparición en las listas de votación y al Salón de la Fama del Fútbol Americano Universitario en 2003. Actualmente vive junto con su esposa, Claire, y sus seis hijos en West Palm Beach, Florida.
En la temporada de 2014 regresa a Miami como asesor.

### Apariciones en el cine
- En una escena de la película Bad Boys II interpretándose a sí mismo.
- En la película Ace Ventura interpretándose a sí mismo, junto a Jim Carrey.
- En la película Little Nicky interpretándose a sí mismo, junto a Adam Sandler.
- En un episodio de Los Simpson, interpretándose a sí mismo.

## Estadísticas
Todas las estadísticas y logros son cortesía de la NFL, Miami Dolphins y Pro-Football.

### Temporada regular
| Año   | Equipo | Partidos | Partidos | Partidos | Pase  | Pase  | Pase | Pase   | Pase | Pase | Pase | Pase  | Carrera | Carrera | Carrera | Carrera |
| Año   | Equipo | PJ       | PT       | Récord   | Comp  | Att   | Pct  | Yds    | Avg  | TD   | Int  | Rate  | Att     | Yds     | Avg     | TD      |
| ----- | ------ | -------- | -------- | -------- | ----- | ----- | ---- | ------ | ---- | ---- | ---- | ----- | ------- | ------- | ------- | ------- |
| 1983  | MIA    | 11       | 9        | 7-2      | 173   | 296   | 58.4 | 2,210  | 7.5  | 20   | 6    | 96.0  | 28      | 45      | 1.6     | 2       |
| 1984  | MIA    | 16       | 16       | 14-2     | 362   | 564   | 64.2 | 5,084  | 9.0  | 48   | 17   | 108.9 | 28      | -7      | -0.3    | 0       |
| 1985  | MIA    | 16       | 16       | 12-4     | 336   | 567   | 59.3 | 4,137  | 7.3  | 30   | 21   | 84.1  | 26      | -24     | -0.9    | 0       |
| 1986  | MIA    | 16       | 16       | 8-8      | 378   | 623   | 60.7 | 4,746  | 7.6  | 44   | 23   | 92.5  | 12      | -3      | -0.3    | 0       |
| 1987  | MIA    | 12       | 12       | 7-5      | 263   | 444   | 59.2 | 3,245  | 7.3  | 26   | 13   | 89.2  | 12      | -5      | -0.4    | 1       |
| 1988  | MIA    | 16       | 16       | 6-10     | 354   | 606   | 58.4 | 4,434  | 7.3  | 28   | 23   | 80.8  | 20      | -17     | -0.9    | 0       |
| 1989  | MIA    | 16       | 16       | 8-8      | 308   | 550   | 56.0 | 3,997  | 7.3  | 24   | 22   | 76.9  | 14      | -7      | -0.5    | 2       |
| 1990  | MIA    | 16       | 16       | 12-4     | 306   | 531   | 57.6 | 3,563  | 6.7  | 21   | 11   | 82.6  | 16      | 29      | 1.8     | 0       |
| 1991  | MIA    | 16       | 16       | 8-8      | 318   | 549   | 57.9 | 3,970  | 7.2  | 25   | 13   | 85.8  | 27      | 32      | 1.2     | 1       |
| 1992  | MIA    | 16       | 16       | 11-5     | 330   | 554   | 59.6 | 4,116  | 7.4  | 24   | 16   | 85.1  | 20      | 66      | 3.3     | 0       |
| 1993  | MIA    | 5        | 5        | 4-1      | 91    | 150   | 60.7 | 1,218  | 8.1  | 8    | 3    | 95.9  | 9       | -4      | -0.4    | 1       |
| 1994  | MIA    | 16       | 16       | 10-6     | 385   | 615   | 62.6 | 4,453  | 7.2  | 30   | 17   | 89.2  | 22      | -6      | -0.3    | 1       |
| 1995  | MIA    | 14       | 14       | 9-5      | 309   | 482   | 64.1 | 3,668  | 7.6  | 24   | 15   | 90.8  | 11      | 14      | 1.3     | 0       |
| 1996  | MIA    | 13       | 13       | 7-6      | 221   | 373   | 59.2 | 2,795  | 7.5  | 17   | 9    | 87.8  | 11      | -3      | -0.3    | 0       |
| 1997  | MIA    | 16       | 16       | 9-7      | 319   | 548   | 58.2 | 3,780  | 6.9  | 16   | 11   | 80.7  | 18      | -14     | -0.8    | 0       |
| 1998  | MIA    | 16       | 16       | 10-6     | 310   | 537   | 57.7 | 3,497  | 6.5  | 23   | 15   | 80.0  | 21      | -3      | -0.1    | 1       |
| 1999  | MIA    | 11       | 11       | 5-6      | 204   | 369   | 55.3 | 2,448  | 6.6  | 12   | 17   | 67.4  | 6       | -6      | -1.0    | 0       |
| Total | Total  | 242      |          | 147-93   | 4,967 | 8,358 | 59.4 | 61,361 | 7.3  | 420  | 252  | 86.4  | 301     | 87      | 0.3     | 9       |

### Playoffs
| Temporada | Equipo  | Juegos | Registro (V-D) | Pases | Pases | Pases | Pases | Pases | Pases | Pases | Pases | Pases  | Acarreos | Acarreos | Acarreos | Acarreos | Acarreos | Capturas | Capturas | Fumbles | Fumbles |
| Temporada | Equipo  | Juegos | Registro (V-D) | Comp  | Att   | Pct   | Yds   | YPA   | Lg    | TD    | Int   | Índice | Att      | Yds      | Prom     | Lg       | TD       | Cap      | Yds      | Fum     | Perd    |
| --------- | ------- | ------ | -------------- | ----- | ----- | ----- | ----- | ----- | ----- | ----- | ----- | ------ | -------- | -------- | -------- | -------- | -------- | -------- | -------- | ------- | ------- |
| 1983      | MIA     | 1      | 0-1            | 15    | 25    | 60.0  | 193   | 7.7   | 32    | 2     | 2     | 77.6   | 0        | 0        | 0.0      | 0        | 0        | 0        | 0        | 0       | --      |
| 1984      | MIA     | 3      | 2-1            | 71    | 116   | 61.2  | 1001  | 8.6   | 41    | 8     | 5     | 94.1   | 1        | 0        | 0.0      | 0        | 0        | 4        | 29       | 1       | --      |
| 1985      | MIA     | 2      | 1-1            | 45    | 93    | 48.4  | 486   | 5.2   | 39    | 3     | 3     | 61.5   | 1        | 0        | 0.0      | 0        | 0        | 1        | 14       | 1       | --      |
| 1990      | MIA     | 2      | 1-1            | 42    | 79    | 53.2  | 544   | 6.9   | 64    | 5     | 2     | 85.6   | 5        | -1       | -0.2     | 2        | 1        | 2        | 8        | 1       | --      |
| 1992      | MIA     | 2      | 1-1            | 39    | 74    | 52.7  | 435   | 5.9   | 30    | 4     | 2     | 77.3   | 1        | -2       | -2.0     | -2       | 0        | 4        | 25       | 1       | --      |
| 1994      | MIA     | 2      | 1-1            | 46    | 67    | 68.7  | 519   | 7.7   | 31    | 5     | 0     | 116.4  | 2        | 4        | 2.0      | 5        | 0        | 2        | 13       | 0       | --      |
| 1995      | MIA     | 1      | 0-1            | 33    | 64    | 51.6  | 422   | 6.6   | 45    | 2     | 3     | 63.4   | 1        | 0        | 0.0      | 0        | 0        | 0        | 0        | 0       | --      |
| 1997      | MIA     | 1      | 0-1            | 17    | 43    | 39.5  | 141   | 3.3   | 42    | 0     | 2     | 29.3   | 1        | 2        | 2.0      | 2        | 0        | 4        | 21       | 2       | --      |
| 1998      | MIA     | 2      | 1-1            | 49    | 71    | 69.0  | 478   | 6.7   | 56    | 1     | 3     | 74.7   | 1        | -1       | -1.0     | -1       | 0        | 2        | 12       | 0       | --      |
| 1999      | MIA     | 2      | 1-1            | 28    | 55    | 50.9  | 291   | 5.3   | 27    | 2     | 2     | 63.5   | 2        | -1       | -0.5     | 0        | 0        | 3        | 19       | 2       | --      |
| Carrera   | Carrera | 18     | 8-10           | 385   | 687   | 56.0  | 4,510 | 6.6   | 64    | 32    | 24    | 77,1   | 15       | 1        | 0.1      | 5        | 1        | 22       | 141      | 9       | --      |

### Super Bowl
| Temporada | Equipo  | Rival   | Edición | Resultado | Pases | Pases | Pases | Pases | Pases | Pases | Pases | Pases  | Acarreos | Acarreos | Acarreos | Acarreos | Capturas | Capturas | Fumbles | Fumbles |
| Temporada | Equipo  | Rival   | Edición | Resultado | Comp  | Att   | Pct   | Yds   | YPA   | TD    | Int   | Índice | Att      | Yds      | Prom     | TD       | Cap      | Yds      | Fum     | Perd    |
| --------- | ------- | ------- | ------- | --------- | ----- | ----- | ----- | ----- | ----- | ----- | ----- | ------ | -------- | -------- | -------- | -------- | -------- | -------- | ------- | ------- |
| 1984      | MIA     | SF      | XIX     | P 16-38   | 29    | 50    | 58.00 | 318   | 6.36  | 1     | 2     | 66.9   | 1        | 0        | 0.00     | 0        | 4        | 29       | --      | --      |
| Carrera   | Carrera | Carrera | 1       | 0-1       | 29    | 50    | 58.00 | 318   | 6.36  | 1     | 2     | 66.9   | 1        | 0        | 0.00     | 0        | 0        | 0        | --      | --      |